# Barylypa smithii
Barylypa smithii är en stekelart som först beskrevs av Davis 1898.  Barylypa smithii ingår i släktet Barylypa och familjen brokparasitsteklar. Inga underarter finns listade.